# 足立站
足立站（日语：／ Ashidachi eki */?）是位於日本岡山縣新見市神郷油野的西日本旅客鐵道伯備線鐵路車站。

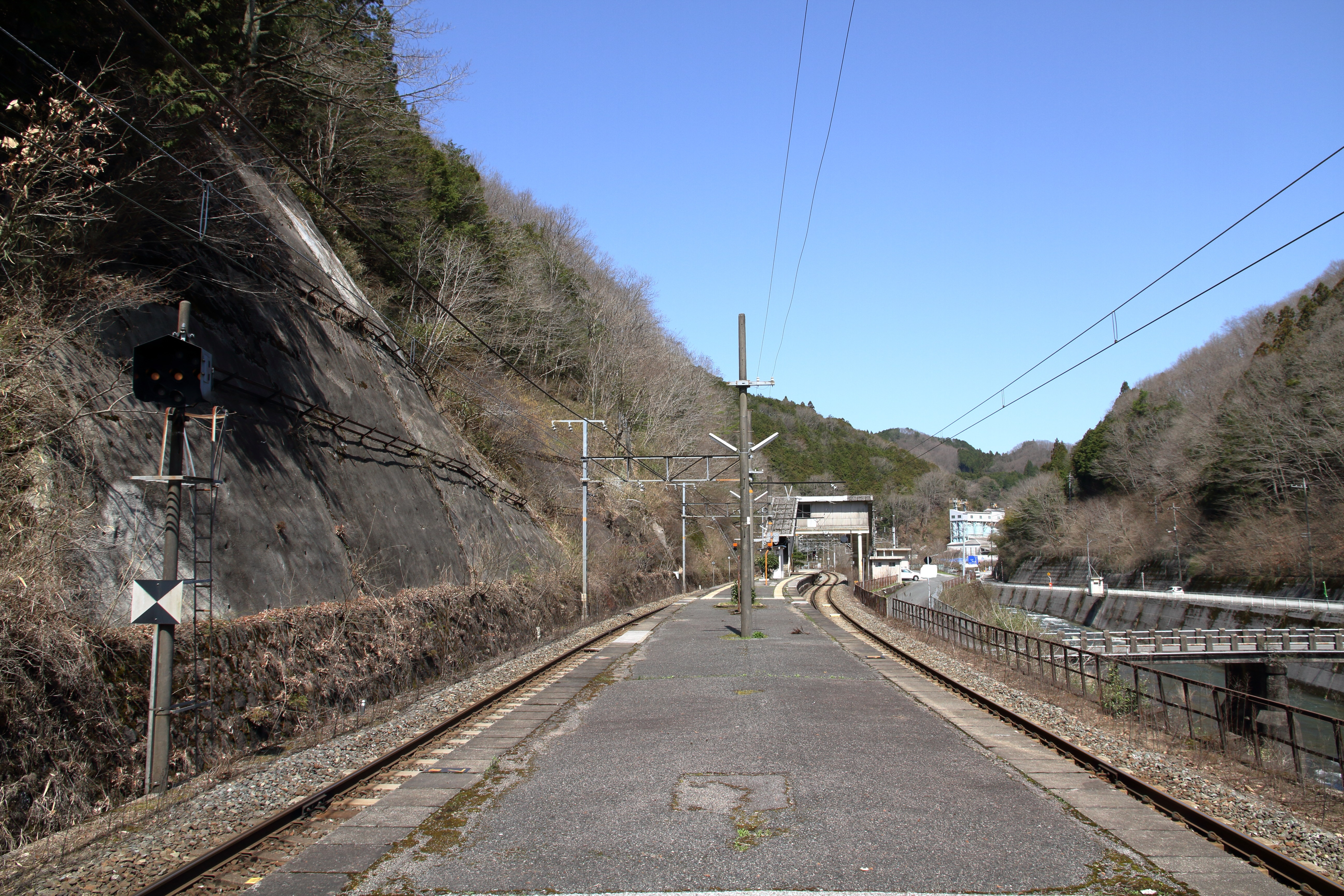
月台（2024年4月）

## 車站構造
1面2線的島式月台地面車站。

### 月台配置
| 月台        | 路線   | 方向 | 目的地         |
| ----------- | ------ | ---- | -------------- |
| 站舍側（1） | 伯備線 | 上行 | 倉敷、岡山方向 |
| 對側（2）   | 伯備線 | 下行 | 米子方向       |

## 历史
- 1926年12月1日 - 開業。
- 1972年 - 石灰石搬運專用列車D513重連的發車站。當時有專門運輸足立石灰的支線。
- 1987年4月1日 - 國鐵分割民營化、成為西日本旅客鐵道車站。

## 車站周邊
- 岡山縣道、鳥取縣道8號新見日南線
- 岡山縣道、廣島縣道12號足立東城線

## 相鄰車站
西日本旅客鐵道
 伯備線
備中神代－足立－新鄉

## 關連項目
- 日本鐵路車站列表

## 外部連結
- ＪＲ西日本（足立站） （页面存档备份，存于）